# Low (zespół muzyczny)
Low – założony w 1993 indie rockowy zespół z Duluth, w amerykańskim stanie Minnesota. Jego oryginalny skład to Alan Sparhawk (gitara i śpiew), Mimi Parker (perkusja i śpiew) i John Nichols (gitara basowa). Zak Sally zastąpił Nicholsa po wydaniu pierwszej płyty i pierwszym tournée zespołu.
Muzyka Low określana jest jako slowcore (chociaż sam zespół nie przepada za tą etykietą) i charakteryzuje się najczęściej powolnym tempem i minimalistycznymi aranżacjami utworów, oraz wykorzystaniem charakterystycznych harmonii wokalnych Sparhawka i Parker.
5 listopada 2022 zmarła Mimi Parker. Powodem śmierci był rak jajnika.
Dyskografia:
- I Could Live in Hope (Vernon Yard, 1994)
- Long Division (Vernon Yard, 1995)
- The Curtain Hits the Cast (Vernon Yard, 1996)
- Secret Name (Kranky, 1999)
- Things We Lost in the Fire (Kranky, 2001)
- Trust (Kranky, 2002)
- The Great Destroyer (Sub Pop, 2005)
- Drums and Guns (Sub Pop, 2007)
- C'mon (2011)
- The Invisible Way (2013)
- Ones and Sixes (2015)
- Double Negative (2018)
- HEY WHAT (2021)